# 5-Hour Energy
5-Hour Energy ist eine ehemalige US-amerikanische Straßenradsportmannschaft mit Sitz in Suwanee (Georgia).
Das Team wurde 2010 gegründet und nahm als Continental Team an den UCI Continental Circuits teil. Manager war zuletzt Jason Kriel, der von dem Sportlichen Leiter Frankie Andreu unterstützt wurde.
Zunächst wurde das Team von der Firma Inferno Racing LLC betrieben. Nachdem On the rivet Management, der das Competitive Cyclist Racing Team managte, diese Firma zum Ende der Saison 2012 übernommen hatte, wurden beide Mannschaften fusioniert.
Ende der Saison 2014 wurde die Mannschaft aufgelöst, nachdem es nicht gelungen war, einen neuen Namenssponsor zu gewinnen.

## Saison 2014

### Zugänge – Abgänge
| Zugänge                     | Team 2013                         | Abgänge                    | Team 2014                                |
| --------------------------- | --------------------------------- | -------------------------- | ---------------------------------------- |
| Chad Beyer                  | Champion System                   | Andrés Díaz                | InCycle-Predator Components Cycling Team |
| Jake Keough                 | UnitedHealthcare Pro Cycling Team | Francisco Mancebo          | Skydive Dubai Pro Cycling Team           |
| Gavin Mannion               | Bontrager Cycling Team            | Max Jenkins                | Ride with Rendall-Biemme                 |
| Bruno Langlois              | Équipe Garneau-Québecor           | Greggory Brandt            | Unbekannt                                |
| Sam Bassetti                | Neoprofi                          | Nathaniel English          | Unbekannt                                |
| John Hornbeck               | Neoprofi                          | Shawn Milne                | Unbekannt                                |
| Michael Woods (ab 21. Juni) | Amore & Vita-Selle SMP            | Jake Keough (bis 25. Juni) | Unbekannt                                |

### Mannschaft
| Name              | Geburtstag        | Nationalität       | Team 2015                      |
| ----------------- | ----------------- | ------------------ | ------------------------------ |
| Sam Bassetti      | 2. April 1991     | Vereinigte Staaten | IRT Racing                     |
| Chad Beyer        | 15. August 1986   | Vereinigte Staaten |                                |
| John Hornbeck     | 30. Oktober 1989  | Vereinigte Staaten | Hincapie Racing Team           |
| Bruno Langlois    | 1. März 1979      | Kanada             | Garneau-Québecor               |
| Gavin Mannion     | 24. August 1991   | Vereinigte Staaten | Jelly Belly-Maxxis             |
| Christian Parrett | 22. Dezember 1989 | Vereinigte Staaten |                                |
| Taylor Sheldon    | 31. März 1987     | Vereinigte Staaten |                                |
| James Stemper     | 21. August 1985   | Vereinigte Staaten |                                |
| Robert Sweeting   | 5. Juni 1987      | Vereinigte Staaten | Team SmartStop                 |
| David Williams    | 19. Juni 1988     | Vereinigte Staaten | Jamis-Hagens Berman            |
| Michael Woods     | 12. Oktober 1986  | Kanada             | Optum-Kelly Benefit Strategies |

## Platzierungen in UCI-Ranglisten
UCI America Tour
| Saison | Mannschaftswertung | Fahrerwertung          |
| ------ | ------------------ | ---------------------- |
| 2009   | -                  | -                      |
| 2010   | 30.                | Luca Damiani (197.)    |
| 2011   | 17.                | Robert Sweeting (68.)  |
| 2012   | 14.                | John Murphy (12.)      |
| 2013   | 9.                 | Francisco Mancebo (5.) |
| 2014   | 24.                | Michael Woods (118.)   |

UCI Asia Tour
| Saison    | Mannschaftswertung | Fahrerwertung        |
| --------- | ------------------ | -------------------- |
| 2009      | -                  | -                    |
| 2010      | 37.                | Phillip Gaimon (76.) |
| 2011-2013 | -                  | -                    |
| 2014      | 58.                | Chad Beyer (275.)    |

UCI Europe Tour
| Saison    | Mannschaftswertung | Fahrerwertung            |
| --------- | ------------------ | ------------------------ |
| 2009-2012 | -                  | -                        |
| 2013      | 93.                | Francisco Mancebo (216.) |
| 2014      | -                  | -                        |

UCI Oceania Tour
| Saison    | Mannschaftswertung | Fahrerwertung |
| --------- | ------------------ | ------------- |
| 2009-2010 | -                  | -             |
| 2011      | 11.                | Ben Day (33.) |
| 2012-2014 | -                  | -             |